# Tjekkiets U/20-fodboldlandshold
Tjekkiets U/20-fodboldlandshold består af tjekkiske fodboldspillere, som er under 20 år og administreres af Českomoravský fotbalový svaz.